# 로라 포이트러스
로라 포이트러스(영어: Laura Poitras, 1964년 2월 2일 ~ )는 미국의 다큐멘터리 영화 감독이다. 에드워드 스노든을 다룬 다큐멘터리 영화 《시티즌포》로 2015년 아카데미 다큐멘터리 영화상을 수상하였다. 2022년 영화 《모든 아름다움과 유혈사태》를 통해 베네치아 영화제 황금사자상을 수상했다.

## 작품 목록
- 낸 골딘, 모든 아름다움과 유혈사태 (2022)
- 끝없는 폭풍의 해 (2021)
- 리스크 (2016)
- 프로젝트 X (2016)
- 시티즌포 (2015)
- 서약 (2010)
- 마이 컨트리, 마이 컨트리 (2006)